# John Lennon/Plastic Ono Band
John Lennon/Plastic Ono Band är John Lennons första soloalbum, utgivet 1970. Albumet innehåller hans första stora låtar som "Working Class Hero" och "Mother". Låten "God" blev även en hit och innehåller Lennons berömda textrad: "I don't believe in Beatles; I just believe in me". På albumet spelar även den gamla Beatles-kollegan Ringo Starr trummor. 
Lennons tankevärld - särskilt i låten Mother - är på detta album starkt påverkad av att han gått i primalterapi hos Arthur Janov[källa behövs] . Under påverkan av Janov har han också avsagt sig all gudstro, vilket särskilt märks i låtarna God och I Found Out. Samtidigt var Lennon politiskt aktiv på vänsterkanten[källa behövs] , vilket särskilt framgår i låten Working Class Hero. Enligt Philip Normans biografi John Lennon: The Life kom han snarare från medelklass- än arbetarklassbakgrund.
Albumet anses allmänt vara ett av Lennons bästa soloalbum. Bland annat rankade tidningen Rolling Stone Magazine albumet som det 23 bästa albumet genom tiderna.

## Kuriosa
2008 gjordes en dokumentär om inspelningen av albumet i serien Classic Albums.

## Låtlista
Alla låtar är skrivna av John Lennon.
Sida ett
1. "Mother" – 5:34
2. "Hold On" – 1:52
3. "I Found Out" – 3:37
4. "Working Class Hero" – 3:48
5. "Isolation" – 2:51

Sida två
1. "Remember" – 4:33
2. "Love" – 3:21
3. "Well Well Well" – 5:59
4. "Look At Me" – 2:53
5. "God" – 4:09
6. "My Mummy's Dead" – 0:59 
Bonuslåtar på vissa CD-utgåvor:
7. "Power to the People" – 3:22
8. "Do the Oz" – 3:07

## Medverkande
- John Lennon - gitarr, piano, keyboard, sång.
- Klaus Voormann - basgitarr, sång.
- Billy Preston - piano, keyboard.
- Phil Spector - piano.
- Ringo Starr - trummor, slagverk.
- Alan White - trummor, slagverk (på CD-versionens bonuslåtar).
- Yoko Ono - vind, sång (på CD-versionens bonuslåtar).

## Listplaceringar
| Lista (1971)   | Position            |
| -------------- | ------------------- |
| Australien     | 3 (Go Set)          |
| Japan          | 5 (Oricon)          |
| Kanada         | 2 (RPM)             |
| Nederländerna  | 1                   |
| Norge          | 13 (VG-lista)       |
| Storbritannien | 8 (UK Albums Chart) |
| Sverige        | 15* (Kvällstoppen)  |
| USA            | 6 (Billboard 200)   |
| Västtyskland   | 39                  |